# Museum für Moderne Kunst
Il Museum für Moderne Kunst (abbreviato con l'acronimo di MMK) è un museo d'arte moderna e contemporanea di situato  a Francoforte sul Meno.
Fondato nel 1981 e aperto al pubblico il 6 giugno 1991, il museo è stato progettato dall'architetto viennese Hans Hollein e la sua costruzione è costata circa 38 milioni di dollari. A causa della sua forma triangolare, viene chiamato con l'appellativo di "pezzo di torta".